# Estágios Carnegie
Em embriologia, estágios Carnegie é um sistema padronizado de 23 estágios usados para unificar a cronologia do desenvolvimento do embrião de vertebrado.
Os estágios são delimitados através do desenvolvimento de estruturas, não pelo número de dias de desenvolvimento, e portanto, a cronologia pode variar entre as espécies, e até mesmo para alguns tipos de embriões. No ser humano, somente os primeiros 60 dias são considerados nesses estágios, até o momento que ele passa a ser considerado um feto.
Foi baseado no trabalho de Streeter (1942) e O'Rahilly and Müller (1987). O nome "estágios Carnegie" "Carnegie stages" vem de Instituto Carnegie.
Enquanto eses estágio são úteis para comparar e estudar o desenvolvimento embrionário de muitos vertebrados, outros sistemas são usados em outros organismos modelos da biologia do desenvolvimento, como os estágios Hamburger–Hamilton na galinha.